# Кошариска
Кошариска (на словашки: Košariská) е село в западна Словакия, в Тренчински край, в Миява. Населението му е 416 души.
Разположено е на 349 m надморска височина в подножието на Малки Карпати, на 13 km южно от Миява. Площта му е 11,53 km². В центъра има лутеранска църква, общински съвет и поща. 
Първото споменаване на селището е от 1786 година. През 1918 година градът преминава от Унгария в новосъздадената Чехословакия, а през 1993 година – в самостоятелна Словакия.

## Известни личности
Родени в Кошариска
- Милан Растислав Штефаник (1880 – 1919), словашки астроном, политик, генерал от френската армия